# الپوت، بردا
الپوت، بردا (به لاتین: Alpout, Barda) یک منطقهٔ مسکونی در جمهوری آذربایجان است که در شهرستان بردع واقع شده‌است.

## خصوصیات
الپوت ۱٬۳۲۳ نفر جمعیت دارد.